# Rohlfssche Expedition

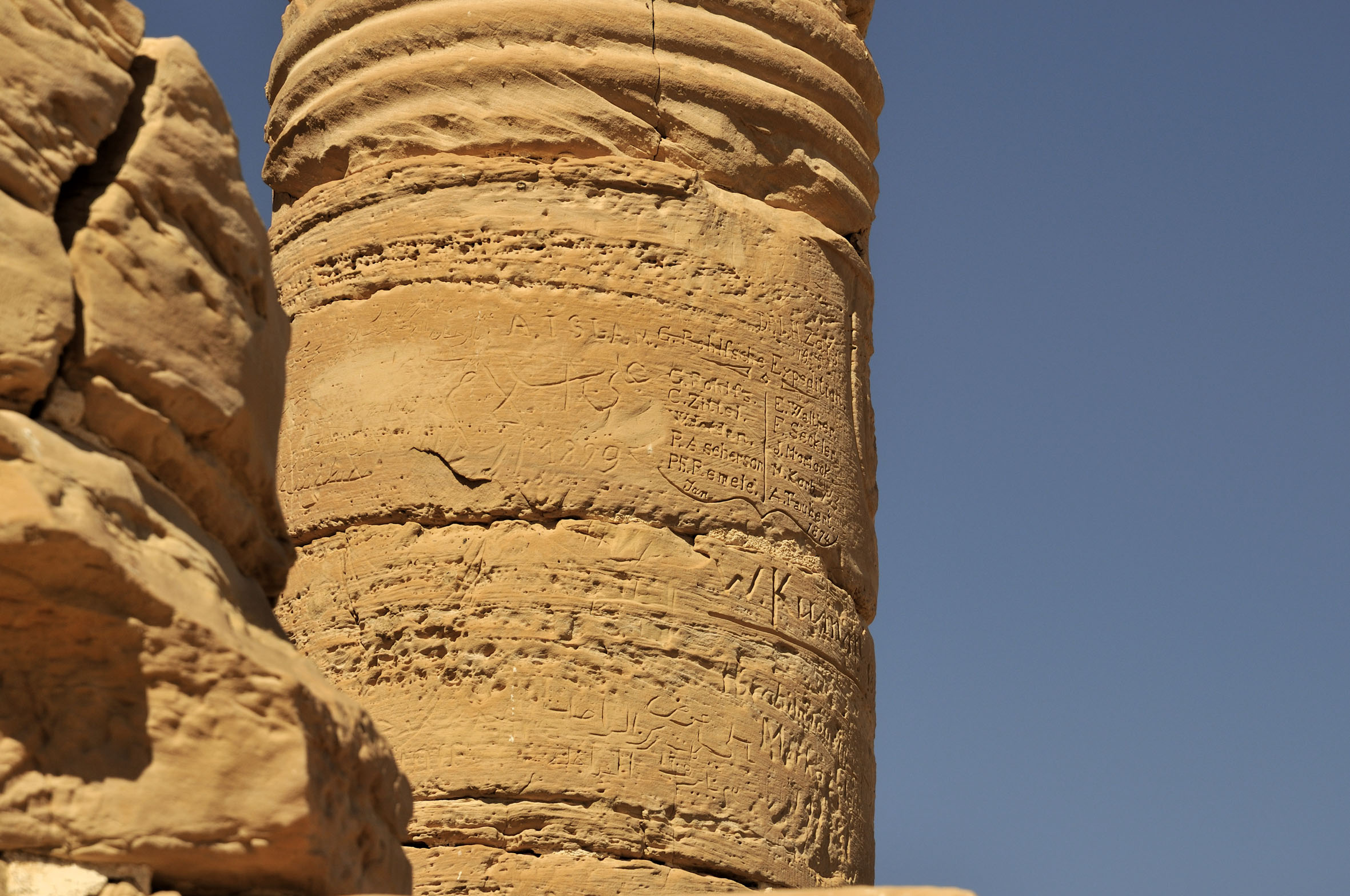
Inschrift von Januar 1874 an einer Säule des Tempels in Deir el-Hagar, Oase Dachla, Ägypten. Sie nennt Gerhard Rohlfs, Carl Alfred Zittel, Wilhelm Jordan, Paul Ascherson, Philipp Remelé, Ernst Walther, F. Seckler, Jakob Morlock, Max Korb, Albert Taubert.

Die Rohlfssche Expedition war eine von mehreren Reisen des Afrikaforschers Gerhard Rohlfs in Afrika. Insbesondere sollte die Verbindung der ägyptischen Oasen mit den Kufra-Oasen in der Kyrenaika erkundet werden. Der ägyptische Vizekönig Chediv Ismael bewilligte die für diese Forschungsreise nötige bedeutende Summe (4.000 ägyptische Pfund, etwa 80.000 Reichsmark). Er unternahm die Expedition durch die Libysche Wüste während der Winter- und Frühjahrsmonate 1873/74. Begleitet wurde er unter anderem vom Botaniker Paul Ascherson, dem Geodäten Wilhelm Jordan und dem Geologen Karl Alfred von Zittel. Philipp Remelé begleitete die Expedition fotografisch. Die Expedition kam am 27. November 1873 in Alexandria an. Jedes Mitglied der Expedition hatte einen persönlichen deutschen Diener. Darüber hinaus waren einheimische Diener angestellt worden. Für die Wasserversorgung wurden in Deutschland 500 besondere Blechkanister mit einem Volumen von je 47 Litern für den Transport auf Kamelen gefertigt. Die Expedition war sehr luxuriös ausgestattet. Erforscht wurden die geografischen Gegebenheiten und Altertümer. Max Korb, der Ascherson begleitete, machte insbesondere zoologische Untersuchungen. Seckler begleitete den Geologen Zittel. Die Kufra-Oasen selbst konnten wegen der 100–150 m hohen Sanddünen im Westen der ägyptischen Oasen nicht erreicht werden. Die Expedition traf am 15. April 1874 wieder in Kairo ein.